# Jörgen Cederberg (ämbetsman)
Sven-Olof Jörgen Cederberg, född 9 juni 1970 i Husie församling i Malmöhus län, är en svensk ämbetsman.

## Biografi
Cederberg har filosofie kandidat-examen från Lunds universitet. Åren 2000–2007 var han verksam vid Enheten för säkerhetspolitiska och internationella frågor i Försvarsdepartementet, först som departementssekreterare och från 2006 som kansliråd. Under denna tid var han bland annat ledare för Gruppen för Ryssland och asiatiska frågor i nyssnämnda enhet samt sekreterare i Försvarsberedningen 2007. Han har också varit analytiker vid Försvarets radioanstalt och har tjänstgjort vid Frankrikes försvarsministerium. Han är i dag (2021) ämnesråd vid Enheten för säkerhetspolitiska och internationella frågor på Försvarsdepartementet.
Jörgen Cederberg invaldes 2021 som ledamot av Kungliga Krigsvetenskapsakademien.